# Simalia
Simalia (лат.) — род неядовитых змей из семейства питонов. Обитают в Индонезии, Новой Гвинее и Австралии. Достигают длины 2—5,5 м.
Название Simalia (с неизвестной этимологией) предложил Джон Эдуард Грей в 1849 году для подрода рода Liasis, включавшего L. amethistina (ныне Simalia amethistina) и L. mackloti. В 1893 Джордж Альберт Буленджер объявил Simalia синонимом Python; позже его считали синонимом Liasis. В 2014 году Р. Грэм Рейнольдс присвоил название Simalia роду, в который выделил 7 видов рода Morelia по причине парафилетичности последнего.

## Виды
Род включает ряд видов, перенесённых из рода Morelia:
- Simalia amethistina — Аметистовый питон
- Simalia boeleni — Новогвинейский водный питон
- Simalia clastolepis
- Simalia kinghorni
- Simalia nauta
- Simalia oenpelliensis — Южноавстралийский водяной питон, или арнемлендский питон[3][4]
- Simalia tracyae — Питон Трейси[5]

Положение Simalia oenpelliensis не совсем ясно; по многим морфологическим признакам этот вид занимает промежуточное положение между Simalia и Morelia.